# Stéphane Guivarc'h
Stéphane Guivarc'h (født 6. september 1970 i Concarneau, Frankrig) er en tidligere fransk fodboldspiller, der spillede som angriber i en række franske klubber, samt for Newcastle i Premier League og Rangers F.C. i Skotland. Han blev desuden verdensmester med Frankrig i 1998.

## Klubkarriere
Guivarc'h startede sin seniorkarriere i 1989 hos Stade Brest 29 i Bretagne, men skiftede to år senere til En Avant Guingamp, som han spillede for i fire sæsoner. I 1995 flyttede han til AJ Auxerre, og på trods af at han i første omgang kun spille for klubben i én sæson, var han aliigevel med til at sikre holdet The Double, sejre i Ligue 1 og Coupe de France.
Efter at have spillet en enkelt sæson i Rennes, samt tilbragt endnu et år i Auxerre, skiftede Guivarc'h i 1998, efter at være blevet internationalt kendt under VM, til engelske Newcastle United, men opholdet her blev en fiasko, og allerede efter få måneder blev han solgt videre til Rangers F.C. i Skotland. Her spillede han sæsonen 1998-99 færdig, og var med til at sikre holdet det skotske mesterskab samt Liga Cup-titlen.
Guivarc'h vendte herefter hjem til fransk fodbold, hvor han afsluttede sin karriere med sit tredje ophold i AJ Auxerre, inden han sluttede af med at tilbringe sæsonen 2001-02 hos En Avant Guingamp.

## Landshold
Guivarc'h nåede at spille 14 kampe og score ét mål for det franske landshold, som han repræsenterede i årene mellem 1997 og 1999. På trods af at han ikke scorede et eneste mål under turneringen, blev hans stjernestund VM i 1998, hvor han på hjemmebane var med til at blive verdensmester. Guivarc'h startede inde i alle Frankrigs syv kampe, og var dermed, på trods af sine manglende scoringer, en væsentlig brik i landstræner Aimé Jacquets trup.

## Titler
Ligue 1
- 1996 med AJ Auxerre

Coupe de France
- 1996 med AJ Auxerre

Skotsk Premier League
- 1999 med Rangers F.C.

Skotsk Liga Cup
- 1999 med Rangers F.C.

VM i fodbold
- 1998 med Frankrigs landshold